# Gunnar Bahr
Gunnar Bahr (Berlín Oriental, RDA, 21 de octubre de 1974) es un deportista alemán que compitió en vela en la clase Soling. 
Participó en los Juegos Olímpicos de Sídney 2000, obteniendo una medalla de plata en la clase Soling (junto con Ingo Borkowski y Jochen Schümann). Ganó una medalla de plata en el Campeonato Mundial de Soling de 1997 y tres medallas en el Campeonato Europeo de Soling entre los años 1997 y 1999.

## Palmarés internacional
| \| Juegos Olímpicos \| Juegos Olímpicos \| Juegos Olímpicos \| Juegos Olímpicos \| \| Año \| Lugar \| Medalla \| Clase \| \| ------------------ \| --------------------- \| ----------------- \| ---------------- \| \| 2000 \| Sídney (Australia) \| Medalla de plata \| Soling \| \| Campeonato Mundial \| \| \| \| \| Año \| Lugar \| Medalla \| Clase \| \| 1999 \| Melbourne (Australia) \| Medalla de plata \| Soling \| \| Campeonato Europeo \| \| \| \| \| Año \| Lugar \| Medalla \| Clase \| \| 1997 \| Troon (Reino Unido) \| Medalla de oro \| Soling \| \| 1998 \| Izola (Eslovenia) \| Medalla de bronce \| Soling \| \| 1999 \| Sandefjord (Noruega) \| Medalla de bronce \| Soling \| |                       |                   |        |
| Juegos Olímpicos |                       |                   |        |
| Año | Lugar                 | Medalla           | Clase  |
| 2000 | Sídney (Australia)    | Medalla de plata  | Soling |
| Campeonato Mundial |                       |                   |        |
| Año | Lugar                 | Medalla           | Clase  |
| 1999 | Melbourne (Australia) | Medalla de plata  | Soling |
| Campeonato Europeo |                       |                   |        |
| Año | Lugar                 | Medalla           | Clase  |
| 1997 | Troon (Reino Unido)   | Medalla de oro    | Soling |
| 1998 | Izola (Eslovenia)     | Medalla de bronce | Soling |
| 1999 | Sandefjord (Noruega)  | Medalla de bronce | Soling |